# Neargyrioides
Neargyrioides és un gènere monotípic d'arnes de la família Crambidae. Conté només una espècie, Neargyrioides aglaopis, que es troba a Austràlia, on ha estat registrada al Territori del Nord i Queensland. Té una envergadura alar de 25 mm.